# Paul von Bongardt

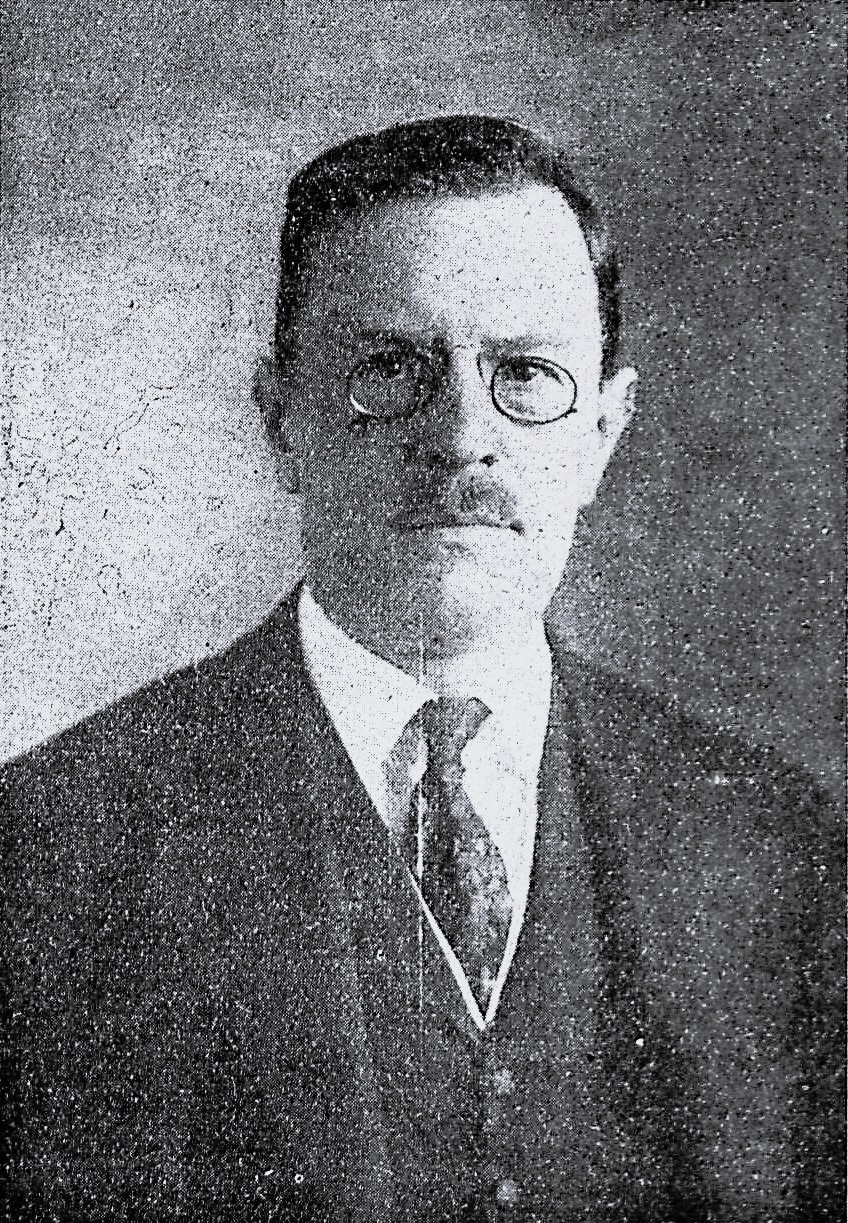
Paul von Bongardt

Peter Paul von Bongardt (* 14. Mai 1871 in Köln; † 26. April 1957 in Berlin) war ein deutscher Opernregisseur und Intendant.

## Leben

### Herkunft
Paul von Bongardt entstammte einer alteingesessenen rheinischen Familie. Er war der Sohn des Kölner Fabrikanten Peter von Bongardt. Die gleichnamige Fabrik produzierte Requisiten für Theater.

### Laufbahn
Nach dem Besuch des Gymnasiums in Köln, ging Bongardt zu musikalischen Studien das Kölner Konservatorium und absolvierte die Opernschule in Köln. Als Spielbass oder Bassbuffo war er am Hoftheater Altenburg, Stadttheater Straßburg, Hoftheater Karlsruhe und dem Opernhaus Köln.
Im Jahre 1907 übernahm Bongardt die Direktion des Stadt- und Aktientheaters in St. Gallen. Unter ihm sollte das Theater eine Blütezeit erleben. Vor allem in der Pflege der Oper kamen ihm hier große Verdienste zu. So inszenierte er in der Spielzeit 1910/11 Salome, Der Rosenkavalier (1912/13) oder Ariadne auf Naxos (1913/14). Des Weiteren Schauspiele wie Volpone oder Danton.
Mit Ausbruch des Ersten Weltkriegs meldete sich Bongardt als Kriegsfreiwilliger und kämpfte als Gefreiter im Deutschen Heer. Die Oper des Stadttheaters in Hamburg reklamierte Bongardt 1916 und ernannte ihn zu ihrem Oberregisseur. Im Januar 1918 erwählte ihn das Lübecker Stadttheater zu seinem dritten Intendanten.
Für den 1919 von der Deutschen Lichtbild-Gesellschaft (DLG) erstellten ersten Werbefilm über die Stadt Lübeck stellte er für die Innenaufnahmen der Schiffergesellschaft Scheinwerfer des Theaters zur Verfügung und ist als einen Senatorenhelm tragender Statist in der Außenaufnahme seines Theaters zu sehen.
Als Freund der Oper machte Bongardt die Lübecker zunächst mit neuen Werken, wie Das höllisch Gold von Julius Bittner oder Der Ring des Polykrates von Erich Wolfgang Korngold, bekannt. Die Begegnung mit der Moderne traf jedoch nicht den Geschmack der Hanseaten. Mit dem Schauspiel, die Kritik am Unterhaltungsprogramm Stanislaus Fuchs’ noch auf seinem Schreibtisch habend, verhielt es sich nicht anders. Von seinen 21 Erstaufführungen in der ersten Saison kamen nur acht aus dem heiteren Genre. Das Publikum kam jedoch nur, wenn Amüsement zu erwarten war. Ida Boy-Ed zerpflückte den Spielplan öffentlich. 1920 fand der erste Theaterstreik statt. Dem Trend nach einer kleineren Spielstätte kam Bongardt 1921 mit der Eröffnung der ersten Kammerspiele im Gebäude an der Ecke Mengstraße/Fünfhausen, da die Bühnen des Stadttheaters und der Stadthalle sich hierfür als ungeeignet erwiesen, entgegen. Nachdem er seinen Dienst gekündigt hatte – sein Nachfolger wurde Georg Hartmann – kehrte er in das ruhigere St. Gallen zurück.
Dort erblühte das Theater wieder. 1928 gab Bongardt die Schweizer Uraufführung von Erich Ebermayers Kaspar Hauser. Da er sich 1926 verpflichtete, die Sommerspielzeiten im Kurtheater Baden zu übernehmen, konnten dem Gesamtpersonal des St. Gallener Theaters Ganzjahresverträge angeboten werden.
1928 wurde Bongardt der erste Intendant des neuen Neustrelitzer Landestheaters in Mecklenburg. Mit Mozarts Oper Così fan tutte eröffnete er am 2. Juni 1928 das Theater.
Bongardt übernahm 1933 die Intendanz am oberschlesischen Stadttheater in Ratibor. Seine Intendantenlaufbahn endete 1936.
Im Anschluss an den Zweiten Weltkrieg leitete Bongardt 1945/46 die Sparte Oper am Stadttheater Schöneberg-Friedenau in Berlin, dann gründete er eine Schauspiel- und Opernschule und unterrichtete an der Hochschule für Musik.
Bongardt hatte sich mit der Schauspielerin Margarete, einer geborenen Hoppe, verheiratet. Aus der Ehe ging der spätere Schauspieler, Filmregisseur, Filmproduzent und Schriftsteller Eugen von Bongardt hervor.